# Harem nazi
Pour plus de détails, voir Fiche technique et Distribution.
Harem nazi (Accidenti alla guerra!...) est un film de comédie italien réalisé par Giorgio Simonelli et sorti en 1948. 

## Synopsis
Michele Coniglio se déguise en Allemand pour échapper à un raid, vêtu d'un uniforme de soldat. Cependant, il est envoyé dans une institution en Allemagne pour procréer des enfants aryens purs. Après diverses péripéties pour ne pas être découvert, il est cependant découvert, mais parvient in extremis à se sauver d'une fusillade.

## Fiche technique
- Titre original : Accidenti alla guerra!...
- Titre français : Harem nazi
- Réalisation : Giorgio Simonelli
- Scénario : Marcello Marchesi, Vittorio Metz, Mario Monicelli
- Photographie : Rodolfo Lombardi
- Montage : Giuseppe Vari
- Musique : Pasquale Frustaci
- Costumes : Elio Costanzi
- Pays de production : Italie
- Langue originale : italien
- Format : noir et blanc
- Genre : comédie
- Durée : 86 minutes
- Dates de sortie :
  - Italie : 15 décembre 1948
  - France : 22 décembre 1950

## Distribution
- Nino Taranto : Michele Coniglio
- Luisa Rossi : Greta von Grey
- Nyta Dover : Margaret
- Mirko Ellis : Von Papen (comme Mirko Korcinsky)
- Galeazzo Benti : F.23
- Enzo Turco : F.24
- Joop van Hulzen : Colonnello (comme Joseph von Hultzen)
- Peter Trent : Professor Metzieger
- Daniela Belfiore : Bambina
- Giulio Donnini :
- Elisabetta Segt :
- Elio Steiner :
- Grazia Monis :
- Maria Teresa Comini :
- Maresa Cortini :
- Felice Minotti :